# Philadelphia 76ers 1971-1972
La stagione 1971-72 dei Philadelphia 76ers fu la 23ª nella NBA per la franchigia.
I Philadelphia 76ers arrivarono terzi nella Atlantic Division della Eastern Conference con un record di 30-52, non qualificandosi per i play-off.

## Roster
| N° | Naz.                   | Ruolo | Sportivo         | Anno | Alt. | Peso |
| -- | ---------------------- | ----- | ---------------- | ---- | ---- | ---- |
| 3  | Stati Uniti (bandiera) | GA    | Fred Carter      | 1945 | 191  | 84   |
| 12 | Stati Uniti (bandiera) | AC    | Jim Washington   | 1943 | 198  | 95   |
| 13 | Stati Uniti (bandiera) | G     | Dave Wohl        | 1949 | 188  | 84   |
| 15 | Stati Uniti (bandiera) | GA    | Hal Greer        | 1936 | 188  | 79   |
| 20 | Stati Uniti (bandiera) | AC    | Dennis Awtrey    | 1948 | 208  | 107  |
| 21 | Stati Uniti (bandiera) | G     | Archie Clark     | 1941 | 188  | 79   |
| 22 | Stati Uniti (bandiera) | G     | Kevin Loughery   | 1940 | 191  | 86   |
| 23 | Stati Uniti (bandiera) | AC    | Bill Bridges     | 1939 | 198  | 103  |
| 25 | Stati Uniti (bandiera) | A     | Fred Foster      | 1946 | 196  | 95   |
| 26 | Stati Uniti (bandiera) | C     | Al Henry         | 1949 | 206  | 86   |
| 32 | Stati Uniti (bandiera) | AC    | Billy Cunningham | 1943 | 198  | 95   |
| 35 | Stati Uniti (bandiera) | A     | Barry Yates      | 1946 | 201  | 98   |
| 36 | Stati Uniti (bandiera) | G     | Jake Jones       | 1949 | 191  | 82   |
| 45 | Stati Uniti (bandiera) | AC    | Bob Rule         | 1944 | 206  | 100  |
| 54 | Stati Uniti (bandiera) | AC    | Lucious Jackson  | 1941 | 206  | 109  |

## Staff tecnico
- Allenatore: Jack Ramsay
- Preparatore atletico: Al Domenico